# Relaciones Argentina-El Salvador
Las Relaciones Argentina-El Salvador se refieren a las relaciones bilaterales entre la República Argentina y la República de El Salvador. Ambas naciones son miembros de la Comunidad de Estados Latinoamericanos y del Caribe, Grupo de los 77, Naciones Unidas, Organización de Estados Americanos y la Organización de Estados Iberoamericanos.

## Historia

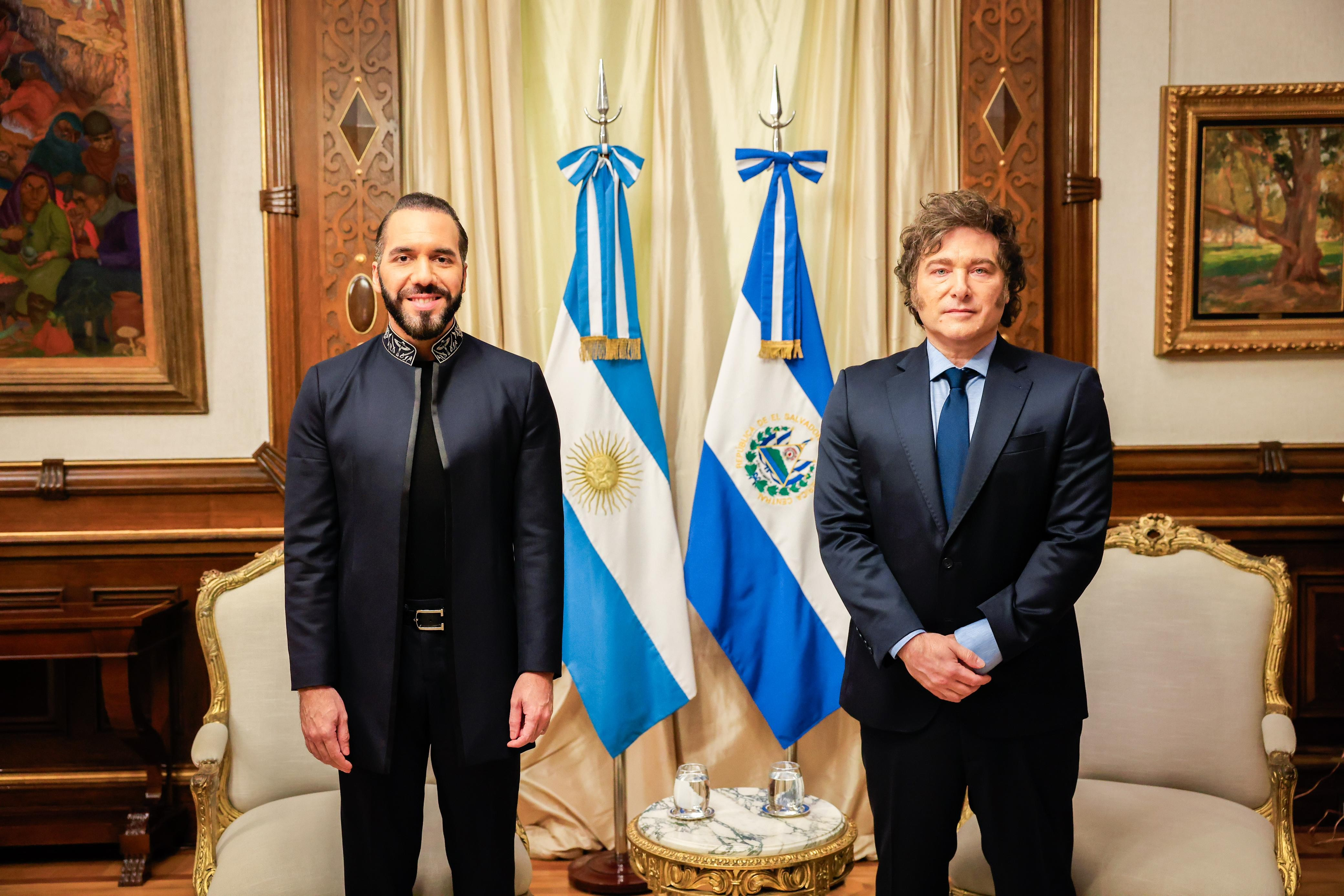
El presidente salvadoreño Nayib Bukele y el presidente argentino Javier Milei en Buenos Aires; septiembre de 2024.

Durante la colonización española, ambas naciones formaron parte del Imperio español. Durante el período colonial español, Argentina fue parte del Virreinato del Río de la Plata y se administró desde Buenos Aires mientras que El Salvador fue gobernado desde el Virreinato de Nueva España en la Ciudad de México. En 1816, Argentina declaró su independencia de España. En 1841, El Salvador obtuvo su independencia después de la disolución de la República Federal de Centro América. En 1940, ambas naciones establecieron relaciones diplomáticas.
A mediados de la década 1970, durante la Guerra Sucia y Junta Militar de Argentina; Argentina se interesó en América Central, para lo cual el gobierno argentino creó Operación Charly. A partir de 1977, Argentina proporcionó al gobierno salvadoreño entrenamiento militar, dinero y armas para reprimir a los rebeldes opositores en El Salvador. También hubo reuniones ministeriales de alto nivel entre ambos gobiernos para compartir planes y tácticas militares durante la guerra civil de El Salvador que estalló en 1979. La asistencia argentina duró hasta 1982. Años más tarde, después de la guerra civil, un Equipo Argentino de Antropología Forense ayudaría a exhumar los restos de las víctimas de la guerra civil de El Salvador.
En abril de 1982, comenzó la guerra de las Malvinas entre Argentina y el Reino Unido. El gobierno salvadoreño reconoció el reclamo de Argentina a las Islas Malvinas y continúa haciéndolo hoy. En 1986, Argentina aceptó a 200 familias salvadoreñas desplazadas por la guerra civil y fueron reasentadas en el norte de la Argentina.
Desde el final de sus respectivas guerras; las relaciones entre ambas naciones se han mantenido fuertes. Ha habido varias reuniones de alto nivel entre líderes de ambas naciones. En mayo de 1986, el presidente salvadoreño, José Napoleón Duarte, realizó una visita oficial a la Argentina. En 1995, el presidente salvadoreño Armando Calderón Sol también realizó una visita a la Argentina. En octubre de 2008, la Presidenta argentina, Cristina Fernández de Kirchner, asistió a la XVIII Cumbre Iberoamericana en San Salvador. En diciembre de 2010, el presidente salvadoreño, Mauricio Funes, asistió a la XX Cumbre Iberoamericana en Mar del Plata, Argentina.
En 2017, el comercio entre ambas naciones ascendió a más de US$50 millones de dólares. Ha habido varias visitas de empresarios argentinos a El Salvador para explorar y aumentar las relaciones comerciales entre ambas naciones.
En 2020, ambas naciones celebran 80 años de relaciones diplomáticas. En septiembre de 2024, el presidente salvadoreño Nayib Bukele realizo una visita a Argentina y se reunió con el presidente Javier Milei.

## Acuerdos bilaterales
Ambas naciones han firmado algunos acuerdos bilaterales como un Acuerdo de Cooperación en Empleo y Generación de Ingresos (2012); Acuerdo de Cooperación en Educación, Ciencia y Tecnología (2012); Acuerdo de Cooperación en Agricultura, Agroforestería y Pesca (2012); Acuerdo de Cooperación en Modernización de Puertos (2012) y un Acuerdo de la Promoción y Protección Recíproca de Inversiones (2018).

## Misiones diplomáticas
- Argentina tiene una embajada en San Salvador.[9]
- El Salvador tiene una embajada en Buenos Aires.[10]